# Wasserschloss Elmarshausen
Koordinaten: 51° 20′ 39″ N, 9° 10′ 50″ O

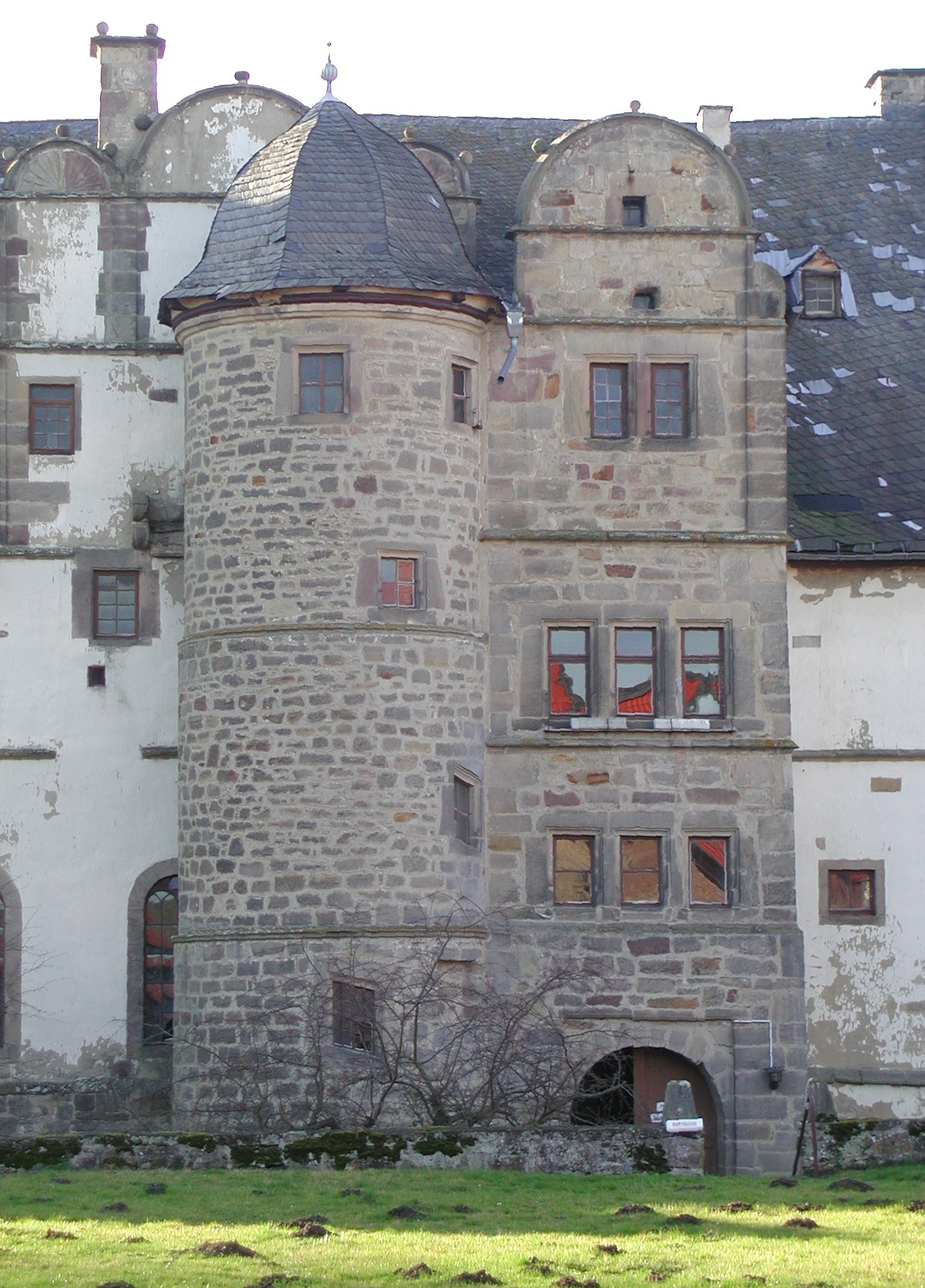
Wasserschloss Elmarshausen

Das Wasserschloss Elmarshausen ist ein im 13. Jahrhundert erbautes Wasserschloss. Es steht in Elmarshausen, dem kleinsten Stadtteil von Wolfhagen im nordhessischen Landkreis Kassel.

## Geographische Lage
Das Schloss steht auf einer Höhe von etwa 230 m ü. NHN im Naturpark Habichtswald etwa 2 km nordnordöstlich des Zentrums der Wolfhager Kernstadt am Nordufer der Erpe. Unmittelbar östlich schließt sich das Gelände des Gutshofs Elmarshausen an. Knapp 250 m westlich steht etwa 70 m nördlich der Erpe ein kleines Mausoleum am Waldrand.
Östlich am Schloss und dem Gutshof vorbei verläuft in Nord-Süd-Richtung die hier die Erpe überquerende Kreisstraße 94 (Landsberger Straße; Wolfhagen–Elmarshausen–Schützeberg).

## Geschichte

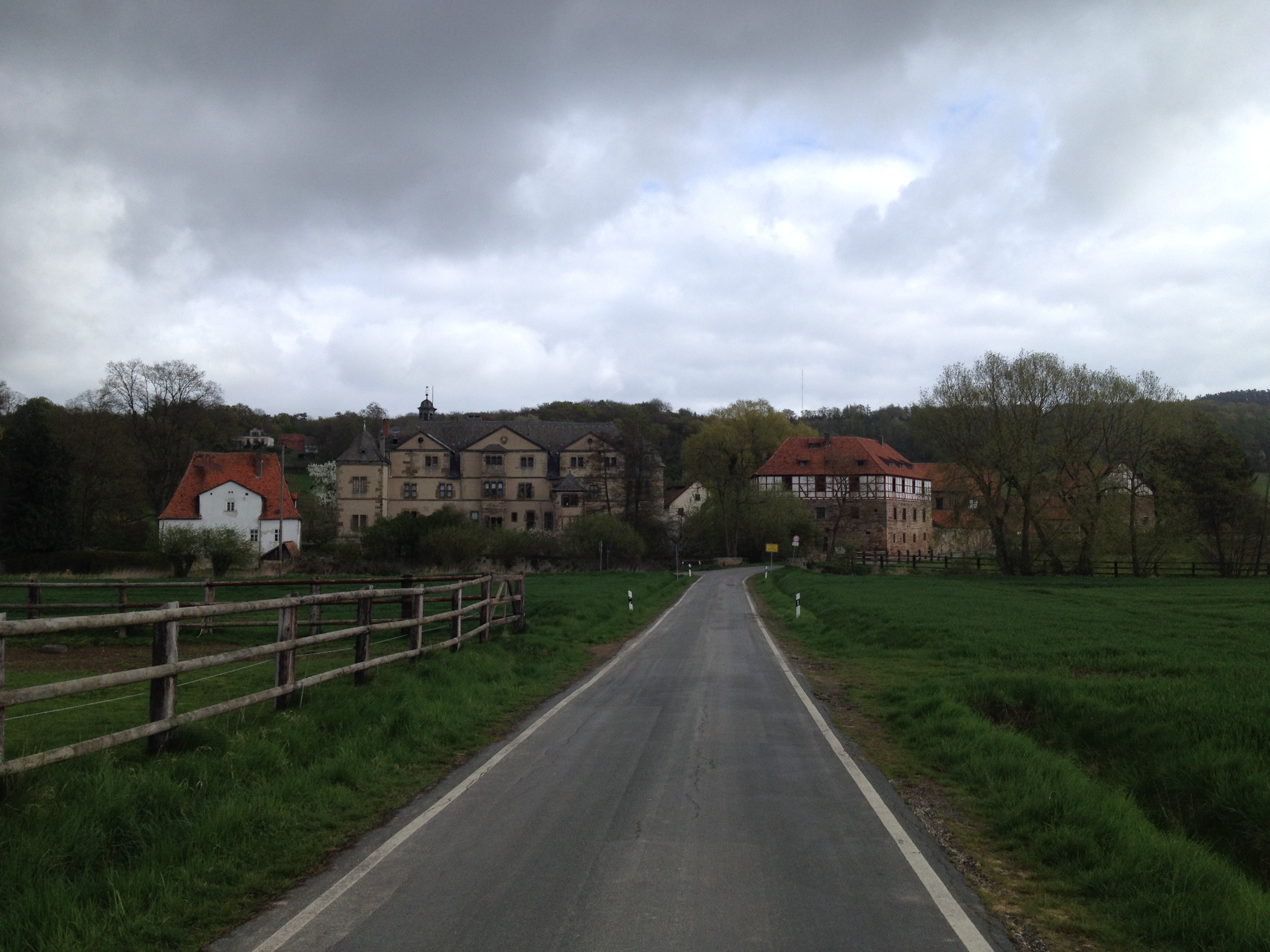
Blick von Süden auf Elmarshausen mit Wasserschloss und Gutshof

Im Bereich des heutigen Gutshofs Elmarshausen befand sich das im Jahre 1123 erstmals urkundlich erwähnte Kirchdorf „Egelmareshusen“, das im 13. Jahrhundert die Herren von Helfenberg mit dem dazugehörigen Gericht und dem Kirchenpatronat von den Grafen von Everstein und dann nach der Eversteinsche Erbfolgefehde ab 1408 von den Herzögen von Braunschweig-Lüneburg zu Lehen hielten. Auch das Kloster Breitenau hatte Besitz in Elmarshausen, der ebenfalls an die von Helfenberg als Lehen gegeben war. In den Jahren von 1309 bis 1403 verkauften die von Helfenberg Dorf, Gericht und Kirchenpatronat schrittweise an die Herren von Gudenberg, die 1370 bereits Dreiviertel des Orts besaßen und dann dort an der Erpe eine 1442 erstmals bekundete Wasserburg erbauten; der Bach speiste deren Wassergräben, die heute größtenteils trocken liegen. Die Burg hatte strategische Bedeutung, denn sie lag nur wenige hundert Meter östlich der wichtigen Handelsstraße von Paderborn nach Fritzlar.
Im Jahre 1515 kaufte der landgräflich-hessische Rat und spätere Marschall Hermann von der Malsburg († 1557) das Gut Elmarshausen von seinem Schwiegervater Eberhard von Gudenberg. Als dieser 1534 starb und sein Geschlecht damit im Mannesstamm erlosch, erhielt Malsburg als Erbe von Landgraf Philipp I. von Hessen Elmarshausen zu Lehen. Nachdem er als Feldobrist des Landgrafen dem von Philipp unterstützten Herzog Ulrich von Württemberg in der Schlacht bei Lauffen am 13. Mai 1534 als Kommandeur der hessischen Reiterei zum Wiedererwerb seines Herzogtums verholfen hatte, erhielt er von Herzog Ulrich eine bedeutende Dotation, die er zumindest teilweise dazu nutzte, die Wasserburg Elmarshausen zu einem Schloss im Stil der Weserrenaissance ausbauen zu lassen. Sein Sohn Christoph († 1580) führte den Schlossbau bis 1563 zu Ende. Noch heute ist das Schloss Eigentum der Nachkommen eines Zweigs der Familie von der Malsburg.
Der Kunsthistoriker Gottfried Ganßauge hält den schwäbischen Baumeister Jörg Unkair, der von 1524 bis 1553 mehrere Schlossbauten in Schloss Neuhaus, Schelenburg, Stadthagen, Petershagen und Detmold errichtete, aus stilistischen Gründen für den möglichen Erbauer. Zumindest ist Meister „Jürgen von Tübingen“ seinem Landesherren nach dem Abbruch der Bauarbeiten am Hohentübingen 1519 nach Norden gefolgt, und da er nach Stadthagen, das heißt um 1540 bis zum Baubeginn in Petershagen 1544, wohl an keinem anderen Bauvorhaben beteiligt war, ist dies anzunehmen. Zwar wurde sein Meisterzeichen in Elmarshausen nicht aufgefunden, doch treten Steinmetzzeichen vom Schloss Neuhaus in Elmarshausen wiederholt auf.
Um 1740 wurde die Schlosskapelle umgebaut und erneuert. Sie wurde am 18. Oktober 1742 (mit Stiftung der jährlichen Armenspeisung) durch Friedrich Anton von der Malsburg (1693–1760) und seine Frau Agnes, geborene von Spörken (1704–1776, verheiratet 1733), geweiht. 1906 wurde der Südwestturm nach der Zerstörung durch einen Blitzschlag wiederhergestellt und 1909 das Hauptportal im Hof erneuert. Die Kapelle war 1747 Filial von Oberelsungen und wurde später dorthin eingepfarrt. Sie ist jetzt Filial der Renitentengemeinde Balhorn. Kirchenbücher wurden seit 1600 geführt.
1945/46 wurde das Schloss mehrfach von alliierten Truppen besetzt und zerstört. Das Inventar wurde gestohlen oder deportiert und gilt bis heute weitgehend als verschollen. 
Von 1947 bis 1959 wurde entschädigungslos die Enteignung von zwei zugehörigen Gutsbetrieben für Siedlungszwecke vollstreckt. Ein Gutshof wurde anschließend von einem Siedler in den 1970er Jahren an die kurhessische Landeskirche verkauft.
Von 1979 bis 1984 wurden die Ost-, Nord- und Westfassade des Schlosses restauriert.

## Anlage
Die Hauptgeschosse neuzeitlich ausgebaut und bewohnt. Auf dem benachbarten Gutshof wird heute ein Reiterhof mit Trakehnerzüchtung betrieben. Erhalten sind nahezu die gesamte Schlossanlage und bedeutende Teile des barocken Gartens, Teile des Wassergrabens am Südrand der Anlage sowie ein Mausoleum etwa 250 m westlich am Waldrand.
Die Schlossanlage aus Bruch- und Werkstein, gelegentlich auch Lehmfachwerk oder Ziegelstein, umschließt einen nahezu quadratischen Hof und ist umgeben von einem teilweise unmittelbar an das Gebäude herantretenden gemauerten Burggraben (Gräfte). An der Süd- und Westseite steht der Wohnbau, im Westen befindet sich mit nördlich anschließendem Tor die Pförtnerwohnung, im Osten steht der Kapellenbau. Nördlich anschließend wurde ein jüngerer Wohnbau mit Torgang und befestigtem Tor ausgeführt. Zwischen dem Ost- und Westflügel nördlich des Tores wurde ein eingeschobener Verbindungsbau erstellt. Das gesamte Gebäudeviereck wird durch Kehlsockel, Kaffgesims und Traufkehle einheitlich umzogen. Der Torflügel des Wohnhauses und der Nebenbau wurden mit Satteldach in Biberschwanzdeckung ausgeführt, das übrige höherliegende Dach in Schieferdeckung. Hier standen ursprünglich halbrunde Steingiebelchen mit Kugelaufsätzen – sogenannte „Welsche Giebel“. Diese sind nur über dem Nordteil, der Ostfront und am Nordgiebel des Wohnbaus sowie über dem nördlichen Treppengiebel des Ostgiebels erhalten geblieben; die restlichen wurden um 1800 durch flache Dreiecksgiebel ersetzt.